# Manlio Cancogni
Œuvres principales
La linea del Tomori
Allegri, gioventù
Quella strana felicità
Il genio e il niente
Manlio Cancogni, né le 16 juillet 1916 à Bologne et mort le 1er septembre 2015 à Pietrasanta en Italie, est un écrivain et journaliste italien.

## Biographie
Manlio Cancogni a été journaliste pour le Corriere della Sera, La Stampa, Il Popolo, L'Europeo, Botteghe Oscure et L'Espresso (comme correspondant du journal à Paris). À ce titre, il écrit, dans ce dernier journal, un article célèbre, dénonçant la corruption avec un titre en Une du quotidien resté dans les annales de la presse italienne « Capitale corrotta=nazione infetta » dénonçant les spéculations immobilières d'après-guerre à Rome sous le mandat de l'administration municipale de Salvatore Rebecchini (it).
Écrivain prolifique, Manlio Cancogni a notamment reçu trois (Bagutta, Strega, Viareggio) des quatre principaux prix littéraires italiens – étant toutefois retenu dans la sélection finale du dernier, le prix Campiello en 1971 –, ce qui est un fait particulièrement exceptionnel si ce n'est unique.

## Œuvre
- Delitto sullo scoglio, éd. Lettere d'oggi, 1942.
- La carriera di Pimlico, éd. Einaudi, 1956.
- L'odontotecnico, Einaudi, 1957.
- Cos'è l'amicizia, éd. Feltrinelli, 1958.
- Storia dello squadrismo, éd. Longanesi, 1959.
- Una parigina, éd. Feltrinelli, 1960.
- Parlami, dimmi qualcosa, éd.Feltrinelli, 1962.
- La linea del Tomori, éd. Mondadori, 1965 ; rééd. in Signor tenente, éd. Elliot, 2014.  (ISBN 978-88-6192-531-1) – prix Bagutta 1966
- La camicia rossa, éd. Vallecchi, 1967.
- Lo scialle di Maria, éd. Rizzoli, 1967.
- Azorin e Mirò, éd. Rizzoli, 1968.
- Il Napoleone del Plata avec Ivan Boris, éd. Rizzoli, 1970.
- Il ritorno, éd. Rizzoli, 1971 – sélection finale du prix Campiello
- Gli squadristi, éd. Longanesi, 1972.
- Allegri, gioventù, éd. Rizzoli, 1973 – prix Strega 1973
- L'amore lungo, éd. Rizzoli, 1976.
- Il latte del poeta, éd. Rizzoli, 1977.
- Perfidi inganni, éd. Rizzoli, 1978.
- Adua (sous le nom de Giuseppe Tugnoli) avec Franca Cancogni, éd. Rizzoli, 1978.
- Al sole di settembre (sous le nom de Giuseppe Tugnoli) éd. Rizzoli, 1979.
- Libro e moschetto. Dialogo sulla cultura italiana durante il fascismo avec Giuliano Manacorda, éd. ERI, 1979.
- Nostra Signora della Speranza, éd. Rizzoli, 1980.
- La gioventù, éd. Rizzoli, 1981.
- Una bambina da Philippeville, éd. Pananti, 1982.
- Il principe di Gadames, éd. Mursia, 1982.
- Le leonesse, Editoriale nuova, 1982.
- La coincidenza, Editoriale nuova, 1984.
- Quella strana felicità, éd. Rizzoli, 1985  (ISBN 88-17-66170-8) – prix Viareggio 1985
- Dolci spine, éd. Rizzoli, 1986  (ISBN 88-17-66171-6).
- La ragazza del Pellegrino, éd. Pananti, 1986.
- La vita nuova, éd. Carpena, 1986.
- Il genio e il niente, éd. Longanesi, 1987  (ISBN 88-304-0726-7) ; rééd. in Il viaggio di Guido Reni, éd. Elliot, 2013  (ISBN 978-88-6192-383-6) – prix Grinzane Cavour 1987
- Rimorsi, éd. Pananti, 1988.
- Mario Marcucci. Marine, éd. Pananti, 1989.
- Quei generosi errori. La Rivoluzione francese, éd. Pananti, 1989.
- Volo di notte, éd. Pananti, 1989.
- Se un gallo canta, éd. Erba d'Arno, 1989.
- L'ultimo ad andarsene, éd. Marietti, Genève, 1990  (ISBN 88-211-6224-9).
- L'avanguardia a bocca chiusa, éd. Pananti, 1990.
- La sorpresa, Librairie Scheiwiller, 1991  (ISBN 88-7644-166-2) – PEN club, prix Italie 1990
- La conquista. Sulle tracce di Cristoforo Colombo, éd. Pananti, 1992.
- Giuseppe Biagi, Edizioni d'arte Pegaso, 1992.
- Gli angeli neri. Storia degli anarchici italiani, éd. Ponte alle Grazie, 1994.  (ISBN 88-7928-186-0).
- Tobia, éd. Pananti, 1995.
- Il fascismo. Storia di un regime che occupò un ventennio e travolse l'Italia. Ancora oggi se ne discute, éd. Bulgarini, 1997  (ISBN 88-234-1234-X).
- Lettere a Manhattan, éd. Fazi, 1997  (ISBN 88-8112-043-7).
- Caro Tonino, un anno dal diluvio, éd. Galleria Pegaso, 1997.
- Matelda. Racconto di un amore, éd. Fazi, 1998  (ISBN 88-8112-091-7).
- Sonetti per la Madonna, avec Ron Banerjee, éd. Maschietto&Musolino, 1999  (ISBN 88-87700-11-7).
- Il mister, éd. Fazi, 2000  (ISBN 88-8112-135-2).
- L'impero degli odori, éd. Diabasis, 2001  (ISBN 88-8103-126-4).
- Gli scervellati. La seconda guerra mondiale nei ricordi di uno di loro, éd. Diabasis, 2003  (ISBN 88-8103-377-1).
- Sposi a Manhattan, éd. Diabasis, 2005  (ISBN 88-8103-408-5).
- Caro Tonino, éd. Diabasis, 2006  (ISBN 88-8103-415-8).
- L'ultimo viaggio di Mussolini, éd. Le Lettere, 2008  (ISBN 88-6087-120-4).
- La cugina di Londra, éd. Elliot, 2011.  (ISBN 978-88-6192-248-8).
- Toro delle meraviglie, éd. Cairo, 2012  (ISBN 978-88-6052-426-3).
- Tutto mi è piaciuto. Conversazione sulla libertà, la letteratura e la vita, éd. Elliot, 2013  (ISBN 978-88-6192-323-2).
- Così parlò Carpendras (recueil d'articles 1967-1968), éd. Elliot, 2013  (ISBN 978-88-6192-324-9).
- Il racconto più lungo. Storia della mia vita. Conversazioni con Giovanni Capecchi, éd. Interlinea, 2014  (ISBN 978-88-8212-961-3).
- Dov'era la verità, éd. Elliot, 2015  (ISBN 978-88-6192-866-4).